# Mariakapel (Hoorn)
De Mariakapel is een in 1881 herbouwde kapel in de Nederlandse stad Hoorn. De kapel werd gerestaureerd na een brand in 1877. Hierbij werd de gotische voorganger grotendeels verwoest, maar de muren bleven bewaard. Tot de reformatie behoorde het bedehuis tot het vijftiende-eeuwse Mariaklooster. De oude kapel deed in de zeventiende en achttiende eeuw dienst als wapenopslag. In de negentiende eeuw kreeg de kapel zijn oude functie terug, totdat de brand uitbrak. Na de herbouw in 1881 nam de gereformeerde kerk het pand in gebruik. Het bleef tot 1968 als godshuis dienstdoen. In dat jaar zijn de gereformeerden verhuisd naar een nieuw kerkgebouw. 
De Mariakapel wordt sinds de jaren 90 gebruikt als tentoonstellingsruimte voor hedendaagse beeldende kunst. Hotel Maria Kapel (HMK) is een artist in residence, tentoonstellingsruimte en cinema waar kunstenaars voor een periode verblijven om nieuw werk te produceren.

## Kunst

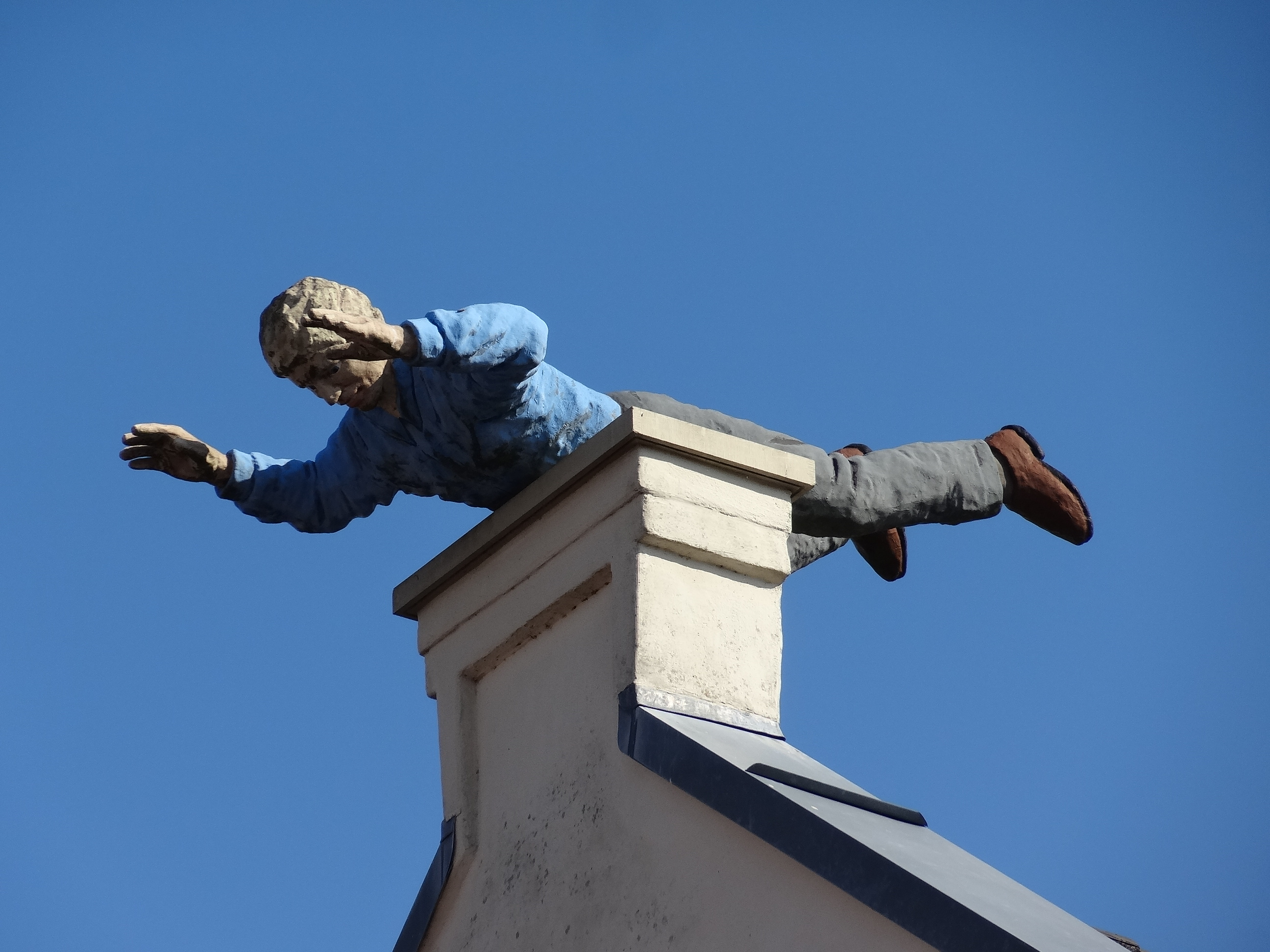
De Liggende Man

- Op de nok van de gevel is in 1990 het polyester beeld Liggende Man, gemaakt door Florian Göttke en Sabine Käppler, geplaatst.
- In 2012 creëerde kunstenaar Berndnaut Smilde in deze kapel een wolk, die hij fotografeerde onder de naam 'Nimbus II, 2012'. Dit werk werd in de Londense Saatchi-collectie opgenomen.